# Поромбка (гмина)
Поромбка (пол. Porąbka) — сельская гмина (волость) в Польше, входит как административная единица в Бельский повет (силезский), Силезское воеводство. Население — 14 636 человек (на 2004 год).

## Демография
| Перепись                       | Всего   | Всего | Женщины | Женщины | Мужчины | Мужчины |
| ------------------------------ | ------- | ----- | ------- | ------- | ------- | ------- |
| Единицы                        | человек | %     | человек | %       | человек | %       |
| Население                      | 14 636  | 100   | 7447    | 50,9    | 7189    | 49,1    |
| Плотность населения (чел./км²) | 226,6   | 226,6 | 115,3   | 115,3   | 111,3   | 111,3   |

## Поселения
1. Поромбка
2. Буякув
3. Чанец
4. Кобернице

## Соседние гмины
1. Гмина Андрыхув
2. Гмина Чернихув
3. Гмина Кенты
4. Гмина Козы
5. Гмина Ленкавица